# Gele Zee

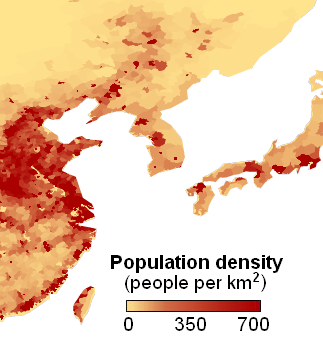
Bevolkingsdichtheid langs de Gele Zee kust

De Gele Zee (Chinees: 黄海, Koreaans: 서해 of 황해; Kantonees: Wôong Hooi) is het noordelijke deel van de Oost-Chinese Zee, die op zijn beurt deel uitmaakt van de Grote Oceaan. De Gele Zee bevindt zich tussen het vasteland van China en het Koreaans schiereiland. De zee dankt zijn naam aan de gele kleur van het water, die ontstaat door zanddeeltjes die afkomstig zijn van de Gele Rivier.
De Gele Zee is zo'n 900 kilometer lang van noord naar zuid en 700 km breed van oost naar west. Ze heeft een oppervlakte van 380.000 km² en het watervolume bedraagt zo’n 17.000 km³. Het is een ondiepe zee, gemiddeld 44 meter en maximaal 152 m diep. De diepte neemt toe van noord naar zuid. In het noorden monden de Gele Rivier, de Hai He en de Yalu erin uit en het sediment wat deze rivieren meevoeren slaat hier neer.
De grootste baai van Gele Zee wordt de Bohaizee genoemd (vroeger Baai Pechili of Baai Zhili). De Koreabaai, tussen de Chinese provincie Liaoning en noordwestelijk Noord-Korea is ook een deel van de Gele Zee. De Bohaizee en de Koreabaai worden gescheiden door het schiereiland Liaodong, met Dalian op zijn meest zuidelijke punt.
De zee ligt tussen de 33° en 41° breedtegraad. Het gebied kent koude en droge winters. In januari is de gemiddelde temperatuur in het noorden -10°C en in het zuiden 3°C. De zomers zijn nat en warm. De temperatuur ligt dan tussen de 10°C en 28°C en tussen juni en oktober zijn tyfoons niet ongewoon. Er valt tussen de 500 en 1000 millimeter neerslag per jaar, waarvan het meeste in het zuiden.
In de winter kan de zee in het noorden dichtvriezen waardoor de scheepvaart wordt gehinderd tussen november en maart. In de zomer stijgt de watertemperatuur naar 22°C in het noorden en 28°C in het zuiden. De saliniteit is 30m‰ in het noorden, maar bij de mondingen van de rivieren daalt deze verder naar 26m‰. Door het meegevoerde sediment is het water in het noorden van de Gele Zee troebeler dan in het zuiden.
Aan de kust van de Gele Zee liggen veel steden en het gebied wordt gekenmerkt door een hoge bevolkingsdichtheid. Grote havensteden zoals Dalian, Tianjin en Qinhuangdao, waarvan enkele met een overslag van 400 miljoen ton per jaar, in de Volksrepubliek China, Incheon en Gundan in Zuid-Korea en Namp'o in Noord-Korea liggen aan de kust.
De zee kampt met veel milieuproblemen. Er is sprake van overbevissing, de rivieren voeren veel afval aan en door landaanwinning zijn de ecologisch belangrijke waddengebieden sterk gereduceerd. Door de vervuiling komt schadelijke algenbloei regelmatig voor.